# Conneaut
Conneaut (Aussprache [ˈkɒniɔːt]) ist eine City in Ashtabula County im US-amerikanischen Bundesstaat Ohio. Das U.S. Census Bureau ermittelte bei der Volkszählung 2020 eine Einwohnerzahl von 12.318.

## Geografie
Die Stadt liegt am Südufer des Eriesees an der Mündung des Flüsschens Conneaut Creek, nur wenige Kilometer von der Grenze zum östlich gelegenen Bundesstaat Pennsylvania entfernt. Zum Gebiet der Stadt gehören mehr als 11 km Küste des Eriesees, daran Strände, Bootsanleger und touristischer Sommerbetrieb. Das Gebiet der Stadt wird vom Interstate 90 durchquert, der südlich des Stadtzentrums verläuft.

## Geschichte
Conneaut befindet sich auf einem alten Trail der nordamerikanischen Ureinwohner, der auch von europäischen Siedlern auf ihrem Weg nach Westen genutzt wurde. Um 1747 befand sich nahe dem heutigen Conneaut ein Dorf der Mississauga, einem mit den Chippewa verwandten Stamm.
Im 19. Jahrhundert war der Hafen von Conneaut zusammen mit den Häfen von Cleveland und Ashtabula der wichtigste Erzhafen am Eriesee, während Toledo und Sandusky die wichtigsten Kohlehäfen waren.

Am 27. März 1953 ereignete sich bei Conneaut ein schwerer Eisenbahnunfall, als verlorene Ladung eines Güterzuges zwei Reisezüge entgleisen ließ. 21 Menschen starben. 

## Persönlichkeiten
- Joseph Russell Jones (1823–1909), Politiker, enger Freund von Ulysses S. Grant und amerikanischer Botschafter in Belgien
- George M. Randall (1841–1918), General der US Army im Amerikanischen Bürgerkrieg an der Seite der Nordstaaten
- Osee M. Hall (1847–1914), demokratischer Abgeordneter im US-Repräsentantenhaus
- John R. Pillion (1904–1978), republikanischer Abgeordneter im US-Repräsentantenhaus
- Richard M. Haff (1914–1988), Ingenieur und technischer Entwickler
- Larry Kelley (1915–2000), American-Football-Spieler für Yale (College Football), gewann 1936 die Heisman Trophy
- Douglas Tompkins (1943–2015), US-amerikanischer Umweltaktivist und Öko-Unternehmer sowie Gründer und Chef der Textilmarken The North Face und Esprit Holdings Limited
- Robert Spano (* 1961), Dirigent, Pianist und Komponist